# Наа (село)
Наа (абх. Наа, груз. ნაა) — село в Абхазии, в Гулрыпшском районе частично признанной Республики Абхазия, согласно административному делению Грузии — в Гульрипшском муниципалитете Абхазской Автономной Республики, недалеко от долины реки Кодор.

## Население
В 1959 году в селе Наа проживало 311 человек, в основном армяне (в Ганахлебском сельсовете в целом — 1665 человек, в основном грузины и армяне). В 1989 году в селе жило 453 человека, в основном армяне.